# بوب كيغان
بوب كيغان (بالإنجليزية: Bob Keegan)‏ هو لاعب كرة قاعدة أمريكي، ولد في 4 أغسطس 1920 في روتشستر في الولايات المتحدة، وتوفي بنفس المكان في 20 يونيو 2001.

## وصلات خارجية
- بوب كيغان على موقعبيزبول رفرنس.كوم (الدوري الرئيسي) (الإنجليزية)
- بوب كيغان على موقع جمعية أبحاث البيسبول الأمريكية (الإنجليزية)